# 黄河決壊事件

1938年の黄河洪水地域の概略図

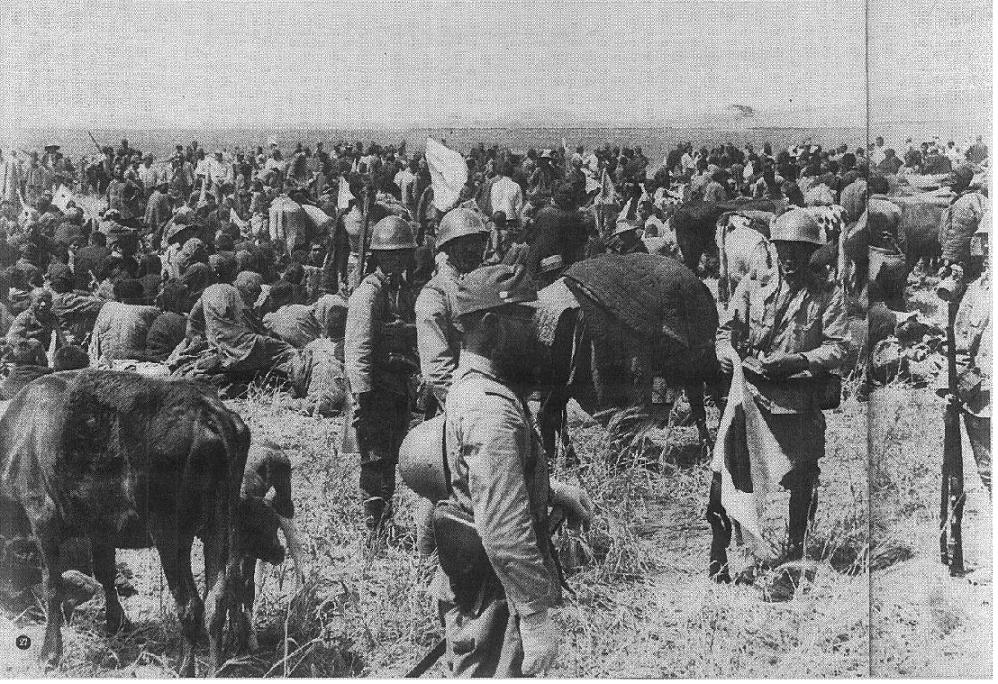
日本軍に救出された避難民

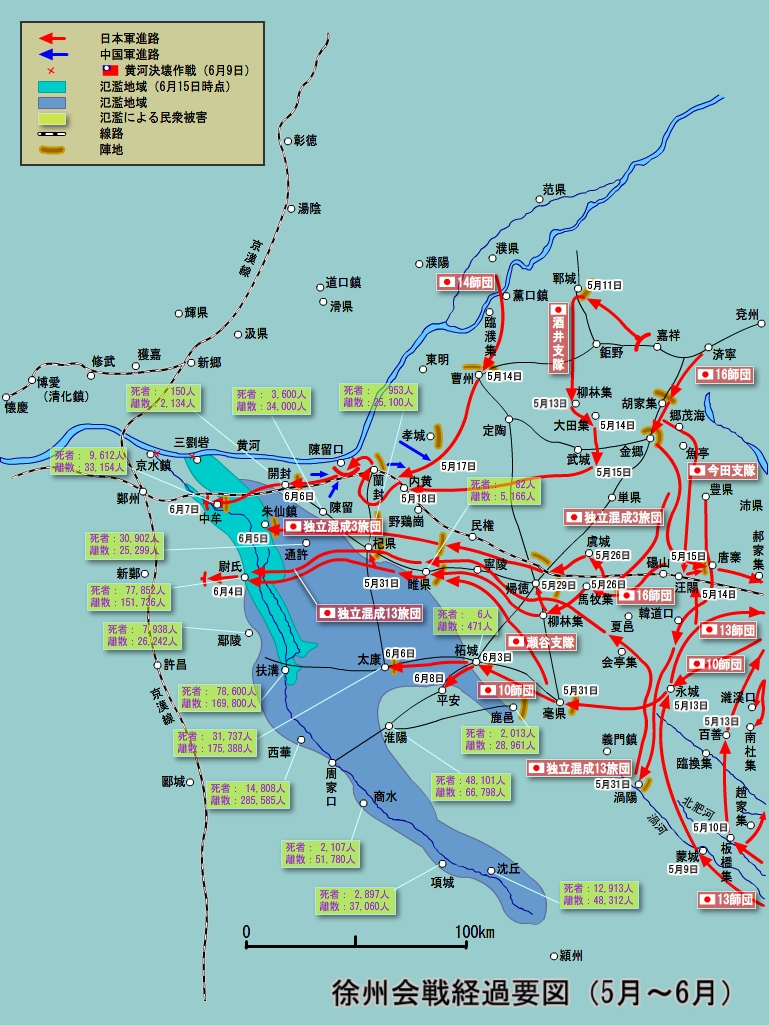
徐州会戦経過要図（1938年5月〜6月）

黄河決壊事件（こうがけっかいじけん）は、日中戦争（支那事変）初期の1938年6月に、国民革命軍が日本軍に対し起こした一種の焦土作戦である。国民革命軍が黄河の一部堤防を破壊し黄河からの浸水により一帯を泥濘化し、日本軍の進撃を食い止めようとしたが、大きな洪水氾濫を引き起こし、一説には数万ともいわれる溺死者を出し、冠水による被災者は数百万人とも一千万を超えたともいわれる事件。
事件当時は黄河決潰事件と表記された。中国語では花園口決堤事件と呼ばれる。

## 背景
1937年の日中戦争開始より日本軍は中国中心部への進軍を急速にすすめ、1938年6月までに中国北部全域を制圧するに至った。6月6日、日本軍は河南省の中心地である開封を占領、鄭州が攻略される状況となった。鄭州は交通の動脈である平漢線と隴海線の両鉄道路線の合流点であり、日本軍が同地の攻略に成功することは、中国政府にとって主要都市（武漢・西安）の危機に直結することを意味した。
国民革命軍側では劉峠第一戦区副司令官の「黄河の堤防破壊により洪水を起すことによって日本軍の進撃を阻止」する案が程潜司令官に示され、蔣介石の承認を得た。
同様な目的での堤防決壊は北支戦線においても既に何度か行われており、外国人消息通からの話として、同様に黄河の堤防決壊を蘭封のあたりで行う事が考えられているらしいという噂は日本にも5月半ば頃には広く伝わっていた。これに対し、日本軍側は侵攻を控えるよりも、むしろその前に出来るだけ進攻を進めておく事で事態に対応しようとした節がある。

## 堤防の破壊準備
国民革命軍は本拠を三劉寨付近に置いて5月頃から住民の交通を遮断し、黄河本流が河岸に激突する場所に内径10メートル、深さ15メートルの穴を掘り、これを互いに横坑で連結して爆破する準備を行ったが事件後にも未完成で爆破されなかった穴が数個残っていた。開封北方の堤防上では溝を掘って増水期に自然に決壊するように準備されていた。堤防破壊の準備作業は5月下旬から確認されており国民革命軍は1個師団の兵に加えて付近の農民を強制して作業を行っていた。

## 洪水
商震将軍は蔣介石から日本軍前衛部隊の背後を突く形での堤防爆破を命じられたが、国民革命軍の撤退が終わるまで爆破を延期していた。この間、蔣介石は爆破が行われたかについて何度も問い合わせを行っている。
6月7日には中牟付近で爆破が行われたが、この作業は失敗し、場所を花園口（zh）に変更して作業が進められ、6月9日午前9時に作業が終了し黄河の水は堤防の外に流出した。氾濫は河南省・安徽省・江蘇省にまたがる54,000平方kmの領域に及んだ。
水没範囲は11都市と4,000村に及び、3省の農地が農作物ごと破壊され、直接的な溺死者は少なくとも数万、被害者は600万人と言われるが被害の程度については諸説ある。

## 日本軍の対応

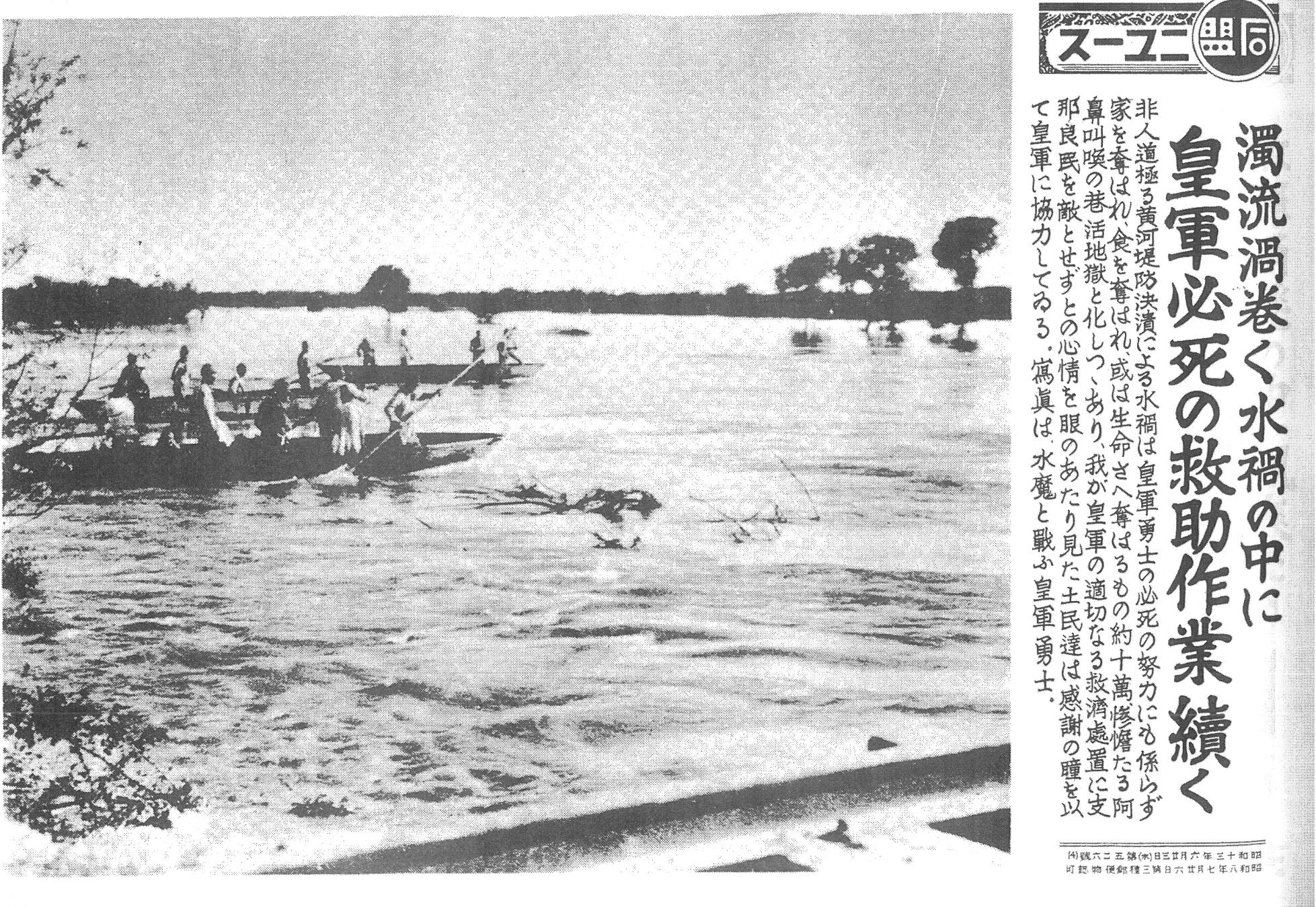
被災地における日本軍の救助行為をアピールする新聞記事

当時の日本側の戦地状況を伝える新聞などの記録によれば、国民革命軍は開封陥落直前に約8kmに渡って黄河の堤防破壊を行い、雨期に入る開封一帯を水没させた。堤防の破壊作業は早いものは6月上旬中から数度にわたって行われる形となり、当初の被害は限定的であった。しかし、6月11日夜には隴海線中牟の西方20kmの地点で黄河の堤防3ヵ所が破壊され、水が堰を切って流れ出したため、12日午後5時に日本軍の2部隊が堤防修理に出動し、開封治安維持会からも50名以上が自発的に応援に出た。洪水は中牟を中心として幅約20kmにわたり、5m弱の高さを持った中牟城壁は30cm程度を残すだけとなった。幸い線路が高い所に位置していたため、住民は線路伝いに徒歩で東方に避難した。日本軍は筏船百数十艘を出して住民とともに救助活動を行い、同時に氾濫した水を中牟付近から別の地域に誘導するために堤防と河道を築いた。この惨状の中で日本軍には犠牲者・被害共にほとんどなかった。
国民革命軍は現場に近づく日本軍に攻撃を加えたほか、日本軍が住民と共同で行っていた防水作業を妨害した（日本側報道によれば、日本軍の地上部隊は住民とともに土嚢による防水作業を行い、日本軍の航空機も氾濫した地区において麻袋をパラシュートにより投下してこれを支援したが、決壊地点の対岸にいた中国軍遊撃隊が麻袋の投下開始直後からその航空機と地上で防水作業中の住民に激しい射撃を加えたこともあったという）。
全般に当初の洪水による被害は限定的であったようであるものの、その後の雨による増水でそれまでの決壊箇所から崩壊が拡大、被害がきわめて広範囲に及び、場所によっては人の避難が間に合わない事態となった。通常、7月が増水期であり其の時期に決壊が起こることは以前からあった為、同様な形で考えていたものの、6月のこの時期としては思わぬ量の雨が起こったため、国民革命軍の想定以上の事態となった可能性がある。被害の大きさが分かってからは、国民革命軍側でも堤防復旧作業に対する妨害はとりやめたとの日本メディアの報道もある。
日本軍に救助された避難民は開封方面1万、朱仙鎮、通許方面5万、尉氏方面2万、その他数万であった。

## 報道

### 中国側の発表
中国国民党は当初から「黄河決壊事件は日本軍が引き起こしたものである」との発表を行っていた。6月11日午前、中国国民党の通信社であった中央社は「日本の空爆で黄河決壊」というプロパガンダを発信し続けた。6月13日には全土の各メディアが「日本軍の暴挙」として喧伝した。
各国メディアはこの発表に対しては慎重な姿勢を示した。また、日本側も中国側の発表を否定するコメントを出した。
中国側からは、最初は黄河の堤防破壊は堤防の影に避難している中国軍を日本軍が砲撃および爆撃した時になされたものであるとの説明がなされ、後には事件は日本軍によって意図して行われたことであり、中牟と鄭州地区にある中国軍陣地への水攻めとし、かつ後方連絡を脅かすゲリラに対する戦略であり、広東への絶え間ない無差別爆撃と同様に中国民衆を威嚇する日本軍の作戦の一部とされた。さらに報告では日本軍機による中牟北部の堤防への爆撃が続けられ、これが洪水を悪化させ、かつ日本軍は洪水の被害を受けた地区からの避難民を機関銃で銃撃していることが説明された。
日本側は「開封の堤防破壊は中国軍に強制された農民によるもの」との声明を出し、日本軍は自軍の前進を妨げる洪水を引き起こすことはなく、また堤防の大きさを考慮すれば爆撃と砲撃によって堤防を破壊することは不可能だったと主張した。
なお、日中双方とも破損した箇所を塞ぐため、農民の援助を得ながら懸命な努力をしていると主張していた。

### 日本メディアの報道
日本国内では『同盟旬報』が現場の声として「日本軍の堤防修理や避難民救済の活動により中国民衆の日本軍に対する理解が深まり、図らずも日本軍と中国民衆を固く結びつける機会となっている」と報じた。

### 各国メディアの報道
アメリカにおける報道は被害の規模を伝えるのみにとどまり、『ブルックリン・デーリー・イーグル』紙が6月16日に「日本軍が必死の救助活動をしている」と報じた程度だった。日本の『同盟旬報』は「アメリカでは災害が人災であることを伝えていない」と報じている。
英国では事件が日本軍の砲撃で引き起こされたとする中国側の説明に無理があることを示しながら双方の主張を伝えた。ロンドン・タイムズは事件をスペインと戦ったオランダ人のように中国人は堤防を破壊して日本軍の進撃を止めたと報じ、中国のプロパガンダは額面通りに受け取られるべきではないと断った上でそれによると日本人の被害が5千人とし、日本側はこれを否定しながらも日本軍の動きが制限されたことを認めたことを伝えた上で、この事件が中国の長い歴史の中においてさえ比類のない大災害の恐れがあるとし、国際連盟から送られた専門家の支援による治水と公衆衛生向上のための巨大な建設作業を無に帰したことを指摘した。
フランスでは6月9日上海発アヴアス電は漢口からの報告として中国軍は黄河の堤防破壊による洪水で日本軍の進撃を阻止し、日本兵は5千溺死という類の報道により中国側の成功として紹介されたため10日以降、左翼系の新聞を中心にパリの各紙が取り上げた。
駐仏中国大使館は6月15日夕方、黄河決壊に関するコミュニケを各通信社・新聞社に送った。その中で15日漢口来電として事件を起したのは日本であるとしていたが16日の各紙朝刊は全くこのことを掲載しなかった。6月17日にはフランス急進社会党機関紙「共和報」は黄河決壊事件は中国軍による自作自演であり、主筆ピエール・ドミニクの論説では「中国軍の黄河の堤防破壊は下級軍人の個別の行動ではなく、有識者が熟慮の末に、重大な責任を自ら負って準備決行したものである」としている。
スペインのディアリオ・バスコ紙は6月19日の社説で
と伝えた。

## 論争
洪水は何百万もの家を水没させたが、予め知らされていなかった大多数の住民には逃げる時間が無かった。ただ堤防の破壊地点付近では国民革命軍が知らせたため種子・家具什器類は高い場所に運ばれ、同時に見舞金も渡されていたことが住民から報告されている。
被害の大きさは国民革命軍にとっても想定外であったようだが、そもそも洪水を引き起こすために花園口で堤防を破壊することが必要だったかどうかは、その人的被害の大きさと共に今も議論されている。
1940年までは洪水が日本軍に「機動性の難題」をもたらし、戦局が膠着したため部分的に成功という説もある。

## 影響
日本軍は武漢三鎮への進撃を一時停止せざるを得なかったが、進路変更により漢口作戦の発令から2ヵ月後の10月26日には武漢三鎮を占領した。
黄河決壊による被害は「堅壁清野」という焦土作戦とともに、中国民衆をさらに苦しめることになった。農作物にも大きな被害を与え、さらに各勢力による食料調達（徴発）の為、農民は厳しい搾取を受けることとなった。1938年の堤防決壊による直接の農業生産への打撃による穀物不足は1940年10月の収穫まで続いた。もともと渤海に流れ込んでいた黄河が流れを変え東南方に氾濫し、いわゆる新黄河となって揚子江流域鎮江附近から黄海に注ぐようになったことで、それまで黄河によって潤されていた北支の田畑は夏になると乾燥して水飢饉となり、反対に中支の新黄河流域地方は毎年洪水に苦しめられることになった。黄河の流れは南側へ変わり黄海に注ぐようになったが、堤防が1946年から1947年にかけて再建されたことで1938年以前の流域に戻っている。1942年に河南省で旱による干ばつが起こった際に飢饉が発生し、道端には凍死者と餓死者があふれ、飢えから屍肉が食べられたと伝えられる。

### 河南旱魃と民衆の離反
オドリック・ウーの河南省に対する研究によれば、堤防決壊の後、旱魃による1942年末の飢饉･1943年夏のイナゴの被害と続き、その時期に河南の西部、南部、東部の順に伝染病の被害があり、これらの時期に死者300万人、土地を捨てた者300万人、救援を待つ飢えた人々は1,500万人を数えたと指摘している。日本は軍の展開のためだけでなく日本本国への現地からの食料を移入を必要としていたものの、飢饉の数年間、日本側は各地の倉庫から食糧を放出し他省からも雑穀を移入し、飢えた人々にも食べさせられる食糧供給を図る事が課題となったとされ、これは国民党、共産党ともに同じ状況であったとしている。その一方で、ウーは飢饉の年月においても日本軍やその傀儡支配者による過酷な食糧収奪の手法や苛烈な徴発が行われていた事実を多数報告し、それが農民を屡々共産党側に追いやったとしている。これについて、徴発に関しては国民党と共産党を含めた、どの当事者も似たようなもので特に敵対側の管轄地域で多かったが、日本軍は農民から徴発する為により組織だった暴力と拷問を用いていた他、国民党と共産党は外国の侵略勢力と戦っているとして自らの行動を道義的に正当化できた事、日本が都市という消費地域を支配するのが一般的であった事に対し国民党と共産党は農村の生産地域を支配した事が国民党と共産党に有利に作用したとしている。環境破壊としては、前記ウーの研究によれば、磨頭区で小麦に代えて日本側による米の作付け強制等が行われ水の流れが変わり小麦生産が激減した事、日本軍による掃討･飛行場建設による畑等の破壊、1942年に日本軍の黄河大橋修理が洪水をもたらした事（日本軍はその洪水で失った分の食糧貯蔵を、さらに新たに農民から徴発している）が挙げられている。

#### 小説『温故一九四二』について
作家である劉震雲の小説『温故一九四二』によれば、1942年から1943年にかけて河南省では水旱蝗湯（すいかんこうとう）と呼ばれる水害、旱魃、イナゴの発生(蝗害)、および湯恩伯による重税により、300万人あまりが餓死したという。この劉の小説を中国語で報告文学ないし紀実文学と呼ばれるルポルタージュ乃至ノンフィクションと捉える向きも日本にはあるが、中国では調査体小説という言葉であくまで小説とされている（そのため、本作品中の「･･･に調査に行った」、「･･･という資料があった」という部分まで含めて、どこまでがフィクションでどこまでが史実であるかは、別途確認しない限り、それ自体では分からないことに注意する必要がある。特に、この小説が初めて出版された1993年は、台湾では李登輝総統の国民党政権が従来からの反共主義は変えることなく民主化に舵をきり始めていた一方、中国では前年1992年に天皇･皇后の訪中が行われるなど日本への反日感情が薄らいでおり、また、当時GDPが未だ日本の1/10しかなかった中国としては、従来の改革開放路線の延長線上にある社会主義市場経済政策をとる方針を明確していく中で、台湾の国民党や国民党軍を批判し日本を自国側により引き付けようとしたがっていたという時代背景がある。なお、調査体小説という言葉はこの小説に合わせた造語のようで、本来の中国語に存在する言葉は「日記体小説」という言葉で、日記の体裁を取った小説という意味であり、魯迅の｢狂人日記｣等がこれにあたる。)。
劉の小説によれば、この状態が続けば河南省は全滅していたが、1943年の冬から1944年の春までの間に日本人が河南の被災地区に入り、軍糧を放出して多くの人々の命を救ったという。この結果、河南省の人々は日本軍を支持し、日本軍のために道案内、日本軍側前線に対する後方支援、担架の担ぎ手を引き受けるのみならず、軍隊に入り日本軍による中国軍の武装解除を助けるなどした者の数は数え切れないほどだったとされている。1944年春、日本軍は河南省の掃討を決定した（一号作戦）。そのための兵力は約6万人であった。この時、河南戦区の蔣鼎文司令官は河南省の主席とともに農民から彼らの生産手段である耕牛さえ徴発して運送手段に充てることを強行し始めた。これは農民に耐え難いことであった。農民は猟銃、青龍刀、鉄の鍬で自らを武装すると兵士の武器を取り上げはじめ、最後には中隊ごと次々と軍隊の武装を解除させるまでに発展した。推定では、河南の戦闘において数週間の内に約5万人の中国兵士が自らの同胞に武装解除させられた。すべての農村において武装暴動が起きていた。日本軍に敗れた中国兵がいたるところで民衆によって襲撃、惨殺、あるいは掠奪され、武器は勿論、衣服までも剥ぎ取られた。3週間以内で日本軍はすべての目標を占領し、南方への鉄道も日本軍の手に落ちた。この結果、30万の中国軍は全滅したとされている。ただし、当時の日本側資料でこのような事実報告をしているものは、今のところ見つかっていない。

### 日本軍が起こした同様な事件
本事件とは別に、1943年9月には、今度は日本軍が河北省で、黄河と合流する大運河「衛河」を決壊させており、大量の農民とその家族を罹災させたという。日本軍が臨清付近の水かさが高くなって橋が壊れると判断して堤防を破壊したとも、堤防脇にある日本軍の望楼を守るために北志那方面軍第12軍第59師団の一大隊長の命令により行われた決壊があったとも伝えられる。一説には何百万人という農民とその家族が罹災し、収穫前の畑も住居も1m以上の高さまで水に浸かった村もあり、村人は水に浸かった作物も刈り取って食いつないでいたものの、数か月もてばよい方で、寧ろこちらの事件で、1944年の旧正月頃には食べるものがなくなり、わが子を人にやる村人も出て来たとも伝えられる。このため、華北で流亡する人間が大量に出て、日本側にとっては図らずも満州や華北の戦時重要産業で必要な苦力を得られる要因となったという。